# Xanthorhoe albiapicata
Xanthorhoe albiapicata là một loài bướm đêm trong họ Geometridae.